# Ampedus sinuatus
Ampedus sinuatus là một loài bọ cánh cứng trong họ Elateridae. Loài này được Germar miêu tả khoa học năm 1844.